# Matthias Maurer (Eishockeyspieler, 1952)
Matthias Maurer (* 1. April 1952 in Garmisch-Partenkirchen) ist ein ehemaliger deutscher Eishockeyspieler, der unter anderem für den SC Riessersee, Kölner EC, EC Deilinghofen und EV Landshut in der Bundesliga aktiv war. Mit Köln gewann er in der Saison 1976/77 die Deutsche Meisterschaft.

## Karriere
Ab der Saison 1969/70 gehörte Matthias Maurer zur Bundesliga-Mannschaft seines Heimatvereins SC Riessersee. In der Spielzeit 1972/73 kam er zu seinen einzigen beiden Länderspielen für die deutsche Nationalmannschaft. Im Sommer 1973 wechselte er zum Kölner EC (KEC), bei dem er insgesamt sechs Spielzeiten verbrachte und 222 Ligaspiele absolvierte. In der Saison 1976/77 wurde er mit dem KEC Deutscher Meister. Im Folgejahr nahm er mit der Mannschaft am Spengler Cup teil. Weitere Stationen in der Bundesliga waren der EC Deilinghofen und EV Landshut, bevor der Verteidiger seine Karriere ab der Saison 1981/82 in der 2. Bundesliga fortsetzte. Er spielte jeweils ein Jahr für den EHC 70 München und Hamburger SV. In der Spielzeit 1984/85 kehrte für den TuS Geretsried noch einmal für vier Partien auf das Eis zurück, bevor er seine Karriere endgültig beendete.

## Erfolge und Auszeichnungen
- 1977 Deutscher Meister mit dem Kölner EC

## Karrierestatistik
(Legende zur Spielerstatistik: Sp oder GP = absolvierte Spiele; T oder G = erzielte Tore; V oder A = erzielte Assists; Pkt oder Pts = erzielte Scorerpunkte; SM oder PIM = erhaltene Strafminuten; +/− = Plus/Minus-Bilanz; PP = erzielte Überzahltore; SH = erzielte Unterzahltore; GW = erzielte Siegtore; 1 Play-downs/Relegation; Kursiv: Statistik nicht vollständig)